# أندي جونسون (لاعب كرة سلة)
أندي جونسون (بالإنجليزية: Andy Johnson) (و. 1932 – 2002 م) هو لاعب كرة السلة، من الولايات المتحدة، ولد في لوس أنجلس، يلعب كلاعب هجوم صغير الجسم، توفي عن عمر يناهز 70 عاماً.

## التعليم
تعلم في جامعة بورتلاند.

## روابط خارجية
- أندي جونسون على موقع إن بي أي (الإنجليزية)
- أندي جونسون على موقع سبورتس رفرنس (الإنجليزية)
- أندي جونسون على موقع ريلجم (الإنجليزية)
- أندي جونسون على موقع بروبوليرز (الإنجليزية)